# Bitarová
Bitarová (Hongaars: Bitérfalva) is een Slowaakse gemeente in de regio Žilina, en maakt deel uit van het district Žilina.
Bitarová telt 687 inwoners.